# Olivier Sylvain Gérard Pauwels
Pour les articles homonymes, voir Pauwels.
Olivier Sylvain Gérard Pauwels est un zoologiste belge, né le 1er septembre 1971 à Asse près de Bruxelles. Il a étudié les sciences puis la taxinomie à l'université de Bruxelles.

## Biographie
Il est spécialiste des faunes de reptiles et d'amphibiens d'Afrique et d'Asie, et il a participé à la découverte de nombreuses nouvelles espèces dans ces deux groupes, mais a également travaillé sur d'autres groupes d'animaux comme les insectes. Il est (co-)auteur de plus de 150 publications biologiques. Il a travaillé au Gabon pour le World Wide Fund for Nature (WWF). Il est actuellement directeur du programme de la Smithsonian Institution au Gabon.